# کریستین یورگنسن
کریستین یورگنسن (انگلیسی: Christian Jürgensen؛ زادهٔ ۶ آوریل ۱۹۸۵) بازیکن فوتبال اهل آلمان است.
از باشگاه‌هایی که در آن بازی کرده‌است می‌توان به باشگاه فوتبال هولشتاین کیل اشاره کرد.